# Tokoferol
A tokoferol, más néven E-vitamin néhány szerves, zsírban oldódó, metilált fenolvegyületet jelöl. Élelmiszerekben adalékanyagként antioxidánsként használják E306, E307, E308 és/vagy E309 (a különböző vegyületeknek megfelelően) néven. Ezek a vegyületek nagyon hasonlóan működnek: az alfa, béta, gamma és delta tokoferolokat közösen E-vitaminoknak nevezzük.

A tokoferol név a görög tokosz (τόκος = gyermek) és feró (φέρω = hord, visz), a terhességre utaló szóösszetételből származik.

## Formái
A természetes E-vitamin nyolc különböző molekulát (négy tokoferolt, és négy tokotrienolt) tartalmazhat. Mindegyik rendelkezik egyik végén kromanolgyűrűvel, mely egy hidroxilcsoportot tartalmaz (az innen származó hidrogénatom köti meg a szabad gyököket), valamint egy hidrofób oldallánccal, mely az élő szervezetekben található különböző membránokon való átjutást teszi lehetővé. Mindegyik tokoferolnak és tokotrienolnak alfa, béta, gamma és delta formája is létezik (ezt a kromanolgyűrűn található metilcsoportok száma határozza meg). Mindegyik változatnak egy kicsit másféle biológiai hatása van.
Élelmiszer-adalékanyagként a következő jelöléseket használják:
- E306 (tokoferol-keverék)
- E307 (α-tokoferol)
- E308 (γ-tokoferol)
- E309 (δ-tokoferol)

### Alfa-tokoferol
Az alfa-tokoferolt az emberi szervezetben található legaktívabb antioxidánsként tartják számon. Terhesség alatt az emberi vérben található alfa-tokoferol mennyisége az átlagérték 150%-a.

### Más R, R, R tokoferolok
A tokoferol izomerjeit napjainkban egyre több területen kutatják. A legutóbbi kísérletek szerint a leghatásosabb E-vitamin-bevitel úgy érhető el, hogy az alfa-tokoferolhoz 20%-os arányban a többi izomert is hozzákeverik.

### Tokotrienolok
A tokotrienolok (négy d-izomerek) is az E-vitamin-család tagjai. Ugyanolyan szerkezetük van, mint a négy tokoferolnak, azzal a kivétellel, hogy a három darab izoprén egységben, melyek a hidrofób oldalláncon találhatók, kettős kötést tartalmaznak.

## Élelmiszeripari felhasználásuk
Olcsósága miatt igen széles körben alkalmazzák elsősorban tartósítószerként, vagy vitaminkészítményekben.